# Новосілківська сільська рада (Макарівський район)
| Новосілківська сільська рада — орган місцевого самоврядування у Макарівському районі Київської області з адміністративним центром у с. Новосілки. Історична дата утворення: в 1929 році. Водоймища на території, підпорядкованій даній раді: річка Ірпінь. Сільській раді підпорядковані населені пункти: - с. Новосілки |

## Склад ради
Рада складається з 16 депутатів та голови.

### Керівний склад ради
| ПІБ                           | Основні відомості                                                 | Дата обрання | Дата звільнення |
| ----------------------------- | ----------------------------------------------------------------- | ------------ | --------------- |
| Плотніцька Наталія Михайлівна | Сільський голова, 1969 року народження, освіта                    | 26.03.2006   | 31.10.2010      |
| Кияниця Олена Миколаївна      | Сільський голова, 1972 року народження, освіта вища, позапартійна | 31.10.2010   |                 |

Примітка: таблиця складена за даними джерела